# Laurent Levesque
Pour les articles homonymes, voir Levesque.
Laurent Levesque est un compositeur de musique de film.

## Biographie
Né le 28 janvier 1970, il se met très tôt à la musique. Composition de musique pour 2 pianos à l'âge de 6 ans.
Pianiste, arrangeur, chef d'orchestre, producteur et surtout compositeur, il a su apporter à de nombreuses BO (Costa-Gavras, Cédric Klapisch, Agnès Varda et Karl Zéro), son style personnel.
En 2022 sort son album NEVERLAND, enregistré aux Studios Abbey Road à Londres avec le London Symphony Orchestra.

## Filmographie

### Cinéma
- 2002 : Amen. de Costa-Gavras Titre: The Bishop’s Complaint (César du meilleur scénario (8 nominations))
- 2004 : Casablanca Driver de Maurice Barthélemy
- 2004 : Bienvenue en Suisse de Léa Fazer
- 2005 : Les Poupées russes de Cédric Klapisch (César de la meilleure actrice dans un second rôle)
- 2005 : Les Parrains de Frédéric Forestier
- 2006 : Dans la peau de Jacques Chirac de Karl Zéro et Michel Royer (César du meilleur film documentaire)
- 2008 : Comme les autres de Vincent Garenq
- 2008 : Starko ! la saison 1 de Karl Zéro et  Daisy d'Errata
- 2008 : Being W de Karl Zéro et Michel Royer
- 2008 : Paris de Cédric Klapisch
- 2008 : Les Plages d'Agnès d'Agnès Varda (César du meilleur film documentaire)
- 2009 : D/s de Jacques Richard
- 2009 : En la piel de Fidel (Dans la peau de Fidel Castro) de Karl Zéro et  Daisy d'Errata
- 2011 : Agnès de ci de là Varda d'Agnès Varda
- 2012 : Chirac rebat la campagne de Karl Zéro
- 2012 : Dans la peau de Vladimir Poutine de Karl Zéro
- 2013 : Moi, Luka Magnotta de Karl Zéro
- 2014 : Dans la peau de Kim Jong-un de Karl Zero
- 2016 : Dans la peau d'Hillary Clinton de Karl Zéro et Daisy d'Errata
- 2018 : Féminin plurielles de Sébastien Bailly
- 2019 : Varda par Agnès d'Agnès Varda
- 2021 : Le Loup et le Lion de Gilles de Maistre (musiques additionnelles)
- 2022 : Mascarade de Nicolas Bedos (musiques additionnelles)
- 2023 : Being Michael Jackson de Karl Zéro et Daisy d'Errata
- 2023 : Comme une actrice de Sébastien Bailly

### Courts-métrages
- 2010 : Papillons de Philippe Le Guay
- 2010 : Les Chasseurs de Miel d'Eric Valli
- 2012 : Douce de Sébastien Bailly
- 2013 : Où je mets ma pudeur de Sébastien Bailly
- 2014 : CORTO d'Alexis de Vigan
- 2014 : The Assistant de Guillaume Karoubi
- 2015 : Une histoire de France de Sébastien Bailly

### Télévision
- 2004 : Funky Cops (saison 2 M6)
- 2005 : M6 Shorts (musiques des animations des "6" de M6)
- 2006 : Banja (Canal +)
- 2008 : La Résistance (docu-fiction sur France 2)
- 2010 : Beyond the wall: Phil Spector (13e rue)
- 2008-2016 : Les faits Karl Zero (documentaires sur 13e rue)
- 2009-2011 : Sarko info (série quotidienne sur BFM TV)
- 2011-2013 : En quête de vérité sur NRJ12
- 2013 : Mariages (série 8 épisodes sur France 2)
- 2016 : L'Ombre au Tableau: Yves Montand de Karl Zéro et Daisy d'Errata (Arte)
- 2016 :  Replacements (série finlandaise de Miikko Oikkonen de 12 épisodes, diffusion dans 70 pays)
- 2018 : L'Ombre au Tableau: Claude François de Karl Zéro et  Daisy d'Errata (Arte)
- 2021 : Derrière les masques, l'Hôpital Américain pendant le Covid de Stéphane Krausz (Ciné+)
- 2022 : Patricia Petibon, le chant des étoiles de Marie Guilloux (France 5)
- 2022 : Helen Mirren, A powerfull woman de Nicolas Maupied (Arte international)

### Albums
- 2001 : Piano & Piano

1. Ouverture
2. Les Rés
3. Lena Vidj
4. Brutus
5. Innocento
6. Deprime Song
7. Gai, Joyeux Et Pimpant
8. Rami
9. Situationnellement
10. Fumn
11. I Promise
12. Sird
13. So Dark
14. Domestika
15. Om Pa
16. Basso Continuo
17. Ça L'Était

### Publications
- Abécédaire Stravinsky, de Marie Stravinsky, Lettre "i" comme inspiration (collectif) Récits et témoignages, Editions La Baconniere, 2019.